# Baselarde

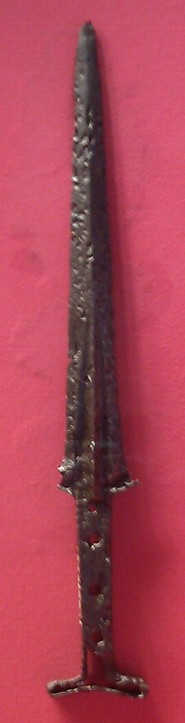
Baselarde

La baselarde, quelquefois écrit au masculin, le baselard est une dague datant du XIVe siècle et qui se répandit dans la Confédération suisse et dans l'Allemagne méridionale. Son nom lui vient de la ville de Bâle (Basel en allemand).
Elle présente la caractéristique d'avoir une lame très large pour une dague, avec deux fils parallèles courant sur un segment assez long et se resserrant en une pointe ogivale. Mais sa principale particularité est sa poignée formée par deux plaquettes fixées sur une soie plate à l'aide de plusieurs rivets.